# 二重證據法
二重證據法，1925年，由王国维提倡，“吾輩生于今日，幸于紙上之材料外，更得地下之新材料。由此種材料，我輩固得據以補正紙上之材料，亦得證明古書之某部分全為實錄，即百家不雅訓之言亦不無表示一面之事實。此二重證據法惟在今日始得為之。”意思是運用“地下之新材料”與古文獻記載相量印證，以考古歷史文化。
陳寅恪曾經概括二重證據法在二十世纪初的发展：“一曰取地下之實物與紙上之遺文互相釋證”；“二曰取異族之故書與吾國之舊籍互相補正”；“三曰取外來之觀念，以固有之材料互相參證”。二重證據法被认为是20世紀中国考古學和考據學的重大革新。后来又有人在二重證據法的基础上发展出三重证据法。